# پرستار بیهوشی
پرستار بیهوشی (به انگلیسی: Nurse anesthetist) به فردی گویند که در منطقه استریل و حفاظت شده بیمارستانی انجام وظیفه می‌کند. فارغ التحصیلان این رشته دارای مقاطع کاردانی، کارشناسی و کارشناسی ارشد آموزش هوشبری هستند. بیهوشی همچنین یکی از تخصصهای پزشکی می‌باشند که محل اصلی فعالیتشان اتاق عمل و بخش‌های مراقبت ویژه بیماران است.

## کارشناسی هوشبری
کارشناس هوشبری (Nurse Anesthetist Or Anesthesiology Expert) در اتاق عمل نقش پرستار بیهوشی را دارد که با متخصص بیهوشی همکاری می‌کند.
از جمله وظایف کارشناس بیهوشی، آماده‌سازی اتاق عمل و تجهیزات و داروها جهت بیهوش کردن بیمار قبل از عمل، همکاری بامتخصص بیهوشی در القاء بیهوشی، پایش بیمار حین عمل و اجرای مداخلات پزشکی مورد نیاز و انجام اقدامات لازم هنگام بازگشت از بیهوشی (ریکاوری) و همچنین تحت نظر گرفتن و ادامه اقدامات درمانی در اتاق ریکاوری (PACU) است. 
روش بیهوشی در اعمال جراحی مختلف و افراد مختلف با سن و شرایط مختلف، متفاوت است. به‌طور مثال برای عمل جراحی روی ناحیه شکم لگن و اندامهای تحتانی مانند آرتروپلاستی (ترمیم مفصل زانو) یا سزارین و… اغلب از روش بی‌حسی اسپاینال (بیحسی نخاعی) که در بین بیماران به بیحسی از کمر معروف است استفاده می‌شود که کارشناس بیهوشی به آماده‌سازی وسایل برای انجام بیحسی رژیونال و مانیتورینگ قلبی تنفسی و کنترل سطح هوشیاری بیمار حین عمل می‌پردازد.
کارشناس بیهوشی در زمان ایست قلبی بیمار در اتاق عمل یا بخش‌های دیگر بجز اتاق عمل (که معمولاً در بیمارستانها با اعلام کد ۹۹ از راه پیجر مشخص می‌شود)، به متخصص بیهوشی جهت CPR کمک می‌کند، سریعاً خود را به بخش مربوطه رسانده و نقش حمایت تنفسی (باز نمودن راه هوایی و لوله گذاری داخل تراشه و تنفس مؤثر بیمار حین احیا) را در CPR به عهده دارد. ادامه تحصیل در این رشته به مقطع کارشناسی ارشد به تعداد دوره‌های محدود و در فیلد آموزش (نه بالین) مقدور است.